# Кудымов, Андрей Егорович
Андре́й Его́рович Куды́мов (укр. Андрій Єгорович Кудимов, род. 22 декабря 1964, Первомайский, Харьковская область) — советский и украинский футболист, вратарь; тренер вратарей.

## Карьера

### Клубная
Воспитанник харьковского футбола. В 1980-х выступал за местный «Маяк» во Второй лиге, и дубль харьковского «Металлиста». В 1985 году сыграл одну игру в Высшей лиге чемпионата СССР, выйдя на замену на 57-й минуте в матче против донецкого «Шахтёра» (1:0). Затем продолжил выступать за клубы из Украинской ССР — «Кремень», купянский «Металлург» и сумский «Автомобилист». В 1991 году перешёл в команду «Согдиана» из узбекского города Джизак. В сезоне 1992 стал бронзовым призёром чемпионата Узбекистана. В 1994 году перешёл в российский клуб «Океан», выступающий в Первой лиге. В 1995 году вернулся на Украину, где выступал за краснопольский «Явор» и «Кремень» в Первой лиге, а также за харьковский «Арсенал» во Второй лиге.

### Тренерская
Летом 2001 года завершил карьеру игрока и вошёл в тренерский штаб харьковского «Арсенала», где проработал до 2005 года. В 2005 году вошёл в тренерский штаб харьковского «Металлиста», где работал до марта 2016 года, последние полгода тренируя молодёжный состав. За эти годы «Металлист» семь раз становился бронзовым и один раз серебряным призёром чемпионата Украины. В 2010 году с февраля по август был в тренерском штабе сборной Украины, которую недолго возглавлял Мирон Маркевич, работавший главным тренером и в «Металлисте». С марта по июнь 2016 работал тренером вратарей в молдавском клубе «Заря». С июня 2016 по июнь 2018 года — в тренерском штабе «Тосно». С марта 2019 года — тренер вратарей «Чертаново».

## Достижения
- Бронзовый призёр чемпионата Узбекистана: 1992
- Победитель Второй лиги Украины: 1994/95